# Auferstehungskirche (Rüppurr)

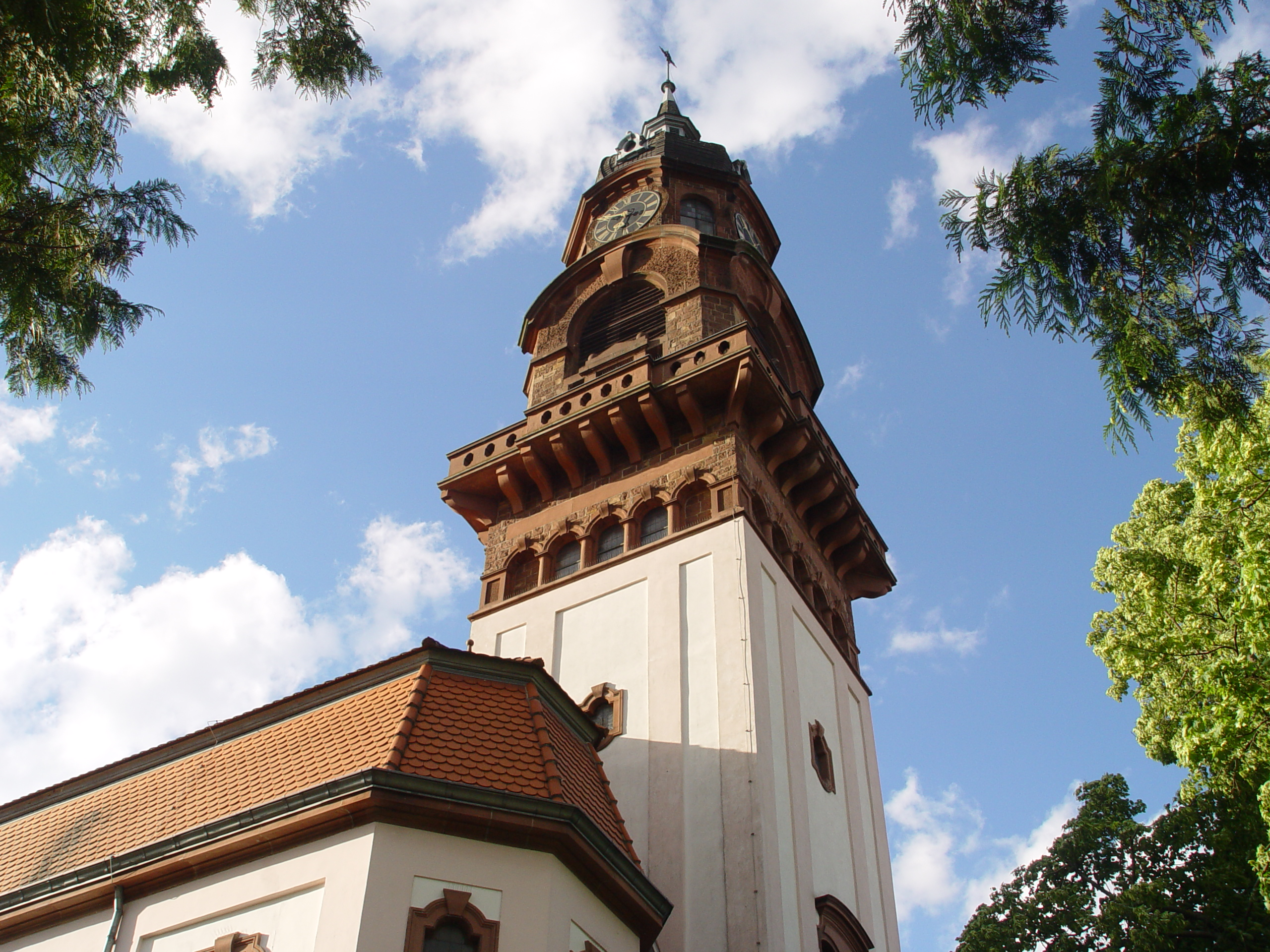
Evangelische Auferstehungskirche Rüppurr

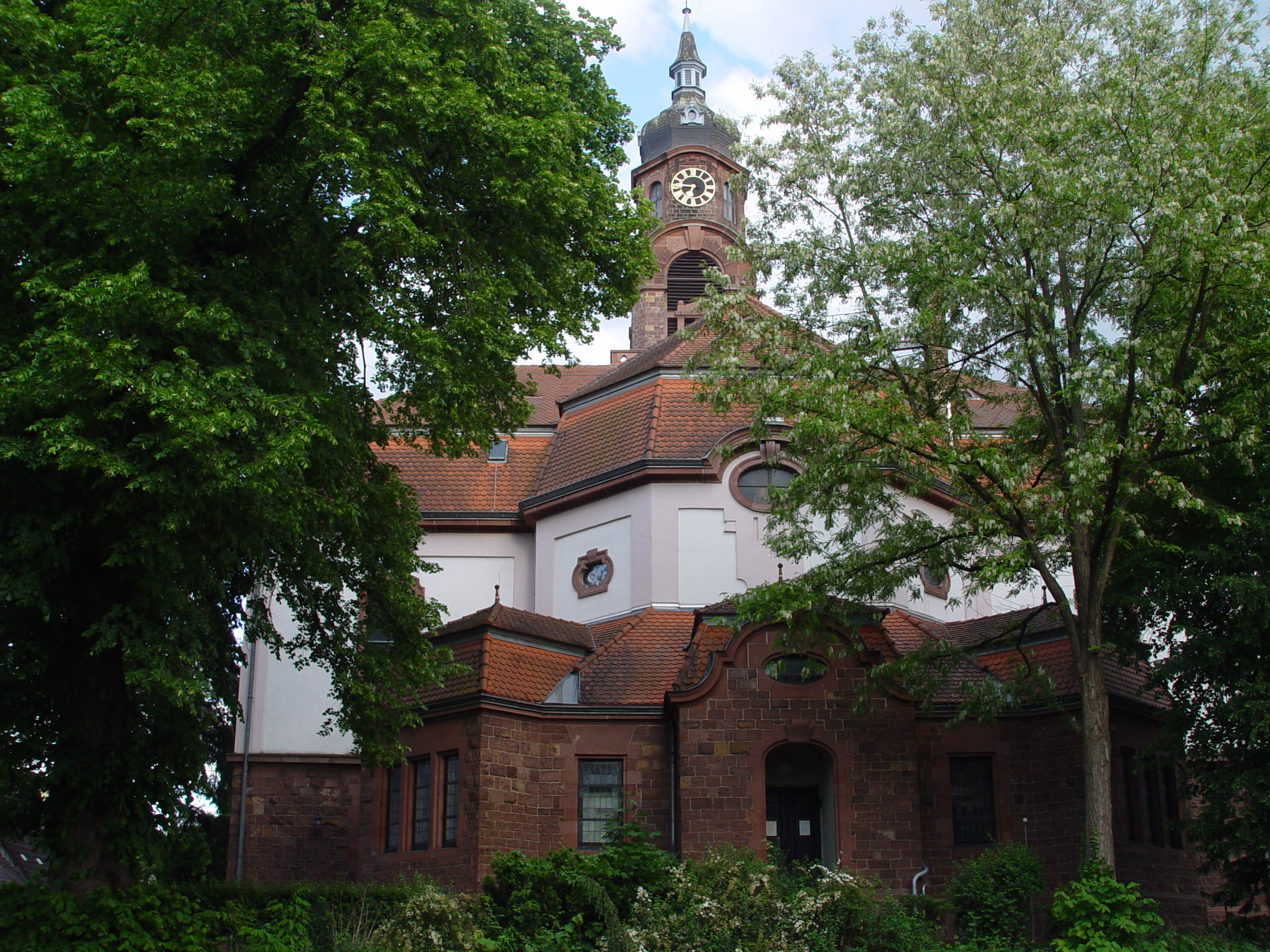
Auferstehungskirche von der Friedhofsseite

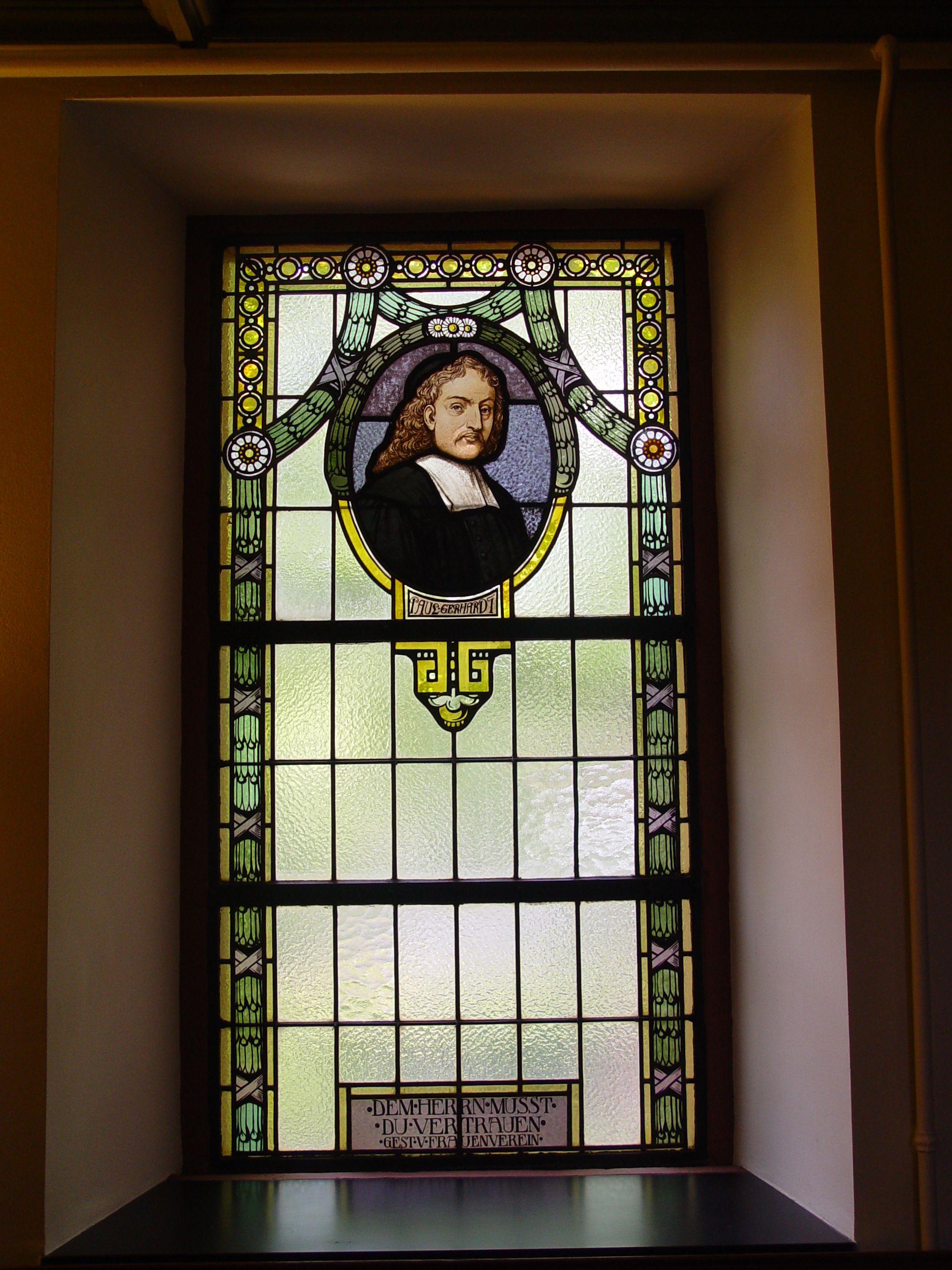
Glasmalerei im Innenraum: Bildnis Paul Gerhardts

Die Auferstehungskirche ist ein evangelisches Kirchengebäude im Karlsruher Stadtteil Rüppurr.

## Geschichte
Die heutige evangelische Auferstehungskirche ist der Nachfolgebau der Nikolauskirche, die zwischen 1774 und 1776 flussabwärts an der Alb zwischen dem Dorf und dem Schloss Rüppurr errichtet wurde. Rüppurr wuchs im Lauf der Jahre um mehrere tausend Anwohner, wodurch die bestehende Kirche zu klein wurde. Ein möglichst zentral gelegener Neubau sollte Ersatz schaffen. Auf Betreiben von Dekan Philipp Roth und Pfarrer Lebrecht Mayer wurden Pläne für einen größeren Neubau vorangetrieben. Der ausgeführte Bau wurde von dem damaligen Kirchenbaurat Rudolf Burckhardt erarbeitet. Im Jahr 1907 erfolgte die Grundsteinlegung des im Neobarock gestalteten Kirchenbaus. Nach der Fertigstellung der Auferstehungskirche 1908 wurde die Nikolauskirche der katholischen Kirchengemeinde übergeben.

## Gestaltung
Mehrere in Karlsruhe tätige Künstler waren für die Inneneinrichtung und die Malereien verantwortlich. Die großformatigen Glasmalereien in der Kirche über den Emporen haben die Reformation zum Thema. Die Werke tragen die Bezeichnungen „Luther auf dem Reichstag zu Worms“ und „Luther und Melanchthon erklären die Bibel“. An der Stirnseite der Kirche sind Szenen aus dem Leben von Jesus zu sehen. In der Kirche befinden sich Figuren des Alten und Neuen Testaments, der Reformation, der Rüppurrer und der badischen Geschichte. Ungewöhnlich sind einige Darstellungen von Personen der neueren Geschichte, die in einer Kirche nicht alltäglich sind. Bei diesen Darstellungen handelt es sich um Großherzog Friedrich I., Otto von Bismarck und Kaiser Wilhelm I., die auf Grund ihrer politischen Bedeutung ihren Platz hier fanden. Sie stehen für die konservative und deutschnationale Politik sowie die Verbindung von „Altar und Thron“. Die insgesamt 19 Bildfenster stammen vom Karlsruher Glasmaler Hans Drinneberg und sind heute wieder im originalen Zustand.
Die äußere Architektur der Kirche entspricht weitgehend dem ursprünglichen Erscheinungsbild. Im Inneren konnten nur einige Glasmalereien die beiden Weltkriege unbeschadet überstehen. Orgel, Altar und Glocken mussten im Laufe der Jahre erneuert werden. Zuletzt wurde die Kirche im Jahre 2008 renoviert.

## Friedhof
Hinter der Kirche befindet sich am Flüsschen Alb der etwa vier Hektar große Friedhof Rüppurr, auf dem einige bekannte Persönlichkeiten bestattet sind.